# Alfonso Moreno Espinosa
Alfonso Moreno Espinosa (Cebreros, 9 de junio de 1840-Cádiz, 24 de agosto de 1905) fue un historiador, escritor y profesor español, de pensamiento krausista.

## Biografía
Nació en la localidad abulense de Cebreros el 9 de junio de 1840. Fue el hijo mayor de los cinco que llegó a tener su padre, un abogado progresista que anduvo con su familia por diversas ciudades de España a causa de las vicisitudes políticas. Estudió el bachillerato en el instituto de Noviciado en Madrid, luego llamado Cardenal Cisneros. Se licenció en Filosofía y Letras y estudió el doctorado en Sevilla, donde se imbuyó de las ideas krausistas de Federico de Castro y Julián Sanz del Río.  Catedrático del Instituto de segunda enseñanza de Cádiz (1867), en esta ciudad conoció a su gran amigo, krausista y catedrático como él, Romualdo Álvarez Espino. Colaboró en El Peninsular y fue presidente del Ateneo de Cádiz y vicepresidente de la Academia de Ciencias y Artes de Cádiz, además de concejal del Ayuntamiento de dicha ciudad en 1881-1884 y 1884-1885. Se casó y tuvo nueve hijos. Estuvo vinculado al Partido Posibilista de Castelar. Fue autor de numerosas obras didácticas y literarias, así como colaborador de varios periódicos gaditanos. A comienzos del siglo xx era redactor de Gente Vieja. Falleció en Cádiz, el 24 de agosto de 1905.

## Obras
- Compendio de historia de España: adaptado a la índole y extensión de esta asignatura en la segunda enseñanza, Cádiz: imprenta de la Revista Médica, 1871, muy reimpreso.
- Compendio de Geografia distribuido en lecciones y adaptado á la índole y extensión de esta asignatura en la Segunda Enseñanza. Cádiz, 1897, muy reimpreso.
- Compendio de historia universal adaptada á la índole y extension de esta asignatura en la segunda enseñanza, Cádiz, imprenta Revista Médica, 1873, muy reimpreso.
- Nociones de Geografía astronómica, física y política, 1889.
- Coplas callejeras; Cádiz, 1884.
- Musa popular. Ensayos poéticos, Cádiz, F. de P. Jordán, 1878.
- Artículos escojidos, 1879
- El año biográfico ó semblanzas de 366 personajes célebres hechas y ordenadas para todos los dias del año, s. a.
- Breve descripción geográfica de las provincias y posesiones de España y Portugal, en verso..., s. a.